# کسب و کار مجازی
کسب و کار مجازی، فعالیتی تجاری و اقتصادی است که محل کار فیزیکی ندارد و دارای مدیریت و کارکنان است اما هر کدام در محل دیگری کار می‌کنند و لذا ارتباط میان کارکنان از طریق فضای مجازی است. یک کسب و کار مجازی از دستگاه‌های الکترونیکی برای انجام معاملات بازرگانی خود استفاده می‌کند، برخلاف تجارت سنتی که بر تجارت رو در رو با اسناد فیزیکی و ارز فیزیکی یا اعتبار متکی است.
بنابراین در این شرکت مجازی نیازی به گرد آوری کارگران در یک مکان نیست و کار بدون مرزهای سازمانی بدون سلسله مراتب در مدیریت انجام می‌شود. ارتباط بین مدیریت و کارکنان در این شرکت از طریق ایمیل یا هر ابزار ارتباطی دیگری صورت می‌گیرد.
در بنگاه‌های مجازی، خدمات هم می‌تواند مجازی باشد. به عنوان مثال وقتی بجای مراجعه حضوری به بانک از خدمات اینترنتی استفاده می‌کنید یا کار خود تلفنی انجام می‌دهید، خدمات مجازی دریافت کرده‌اید.

## ویژگی‌های بنگاه مجازی
در مقایسه با هزینه‌های کار در محیط‌های واقعی، هزینه‌های قابل توجهی متحمل نمی‌شود.
کارمندهایی که در محیط مجازی کار می‌کنند، هزینه رفت‌وآمد ندارند. بین یک تا چهار ساعت از روزشان در ترافیک تلف نمی‌شود. لباس و کفششان مستهلک نمی‌شود. به‌طورکلی هزینه‌های آن‌ها تا حد زیادی کاهش می‌یابد. هرچند ممکن است پول اینترنت و تلفن بیشتری پرداخت کند.
همین اتفاق برای یک بنگاه هم می‌افتد. هزینه‌هایی مثل پول برق و انرژی، میز و صندلی، کامپیوتر و هزینه خرید یا اجاره ساختمان از فهرست مخارج شرکت خارج می‌شود. در این صورت حتی اگر شرکت یک دفتر مرکزی داشته باشد، اندازه آن کوچک‌تر و هزینه‌هایش کم‌تر است.
هزینه کم‌تر حاشیه سود را افزایش می‌دهد. بخشی از این حاشیه سود می‌تواند به دستمزد بیشتر کارمندان تبدیل شود.
در بنگاه‌های مجازی هیچ محدودیت جغرافیایی‌ای وجود ندارد. از طرف دیگر در شرکت کمبود تعداد میز و صندلی‌ها محدودیتی برای استخدام به وجود نمی‌آورد. بدون فکر کردن به فضا و میز کار، می‌توان نیروهای موردنیاز خود را استخدام کرد.
یک بنگاه ملموس برای ورود به بازارهای جدید با محدودیت‌های زیادی روبرو است. کسب‌وکارهای مجازی انعطاف‌پذیری بیشتری دارند. محدودیت‌های خود را با برون‌سپاری پوشش می‌دهند و افزودن یک بخش جدید به شرکت، به چند کلیک و چند خط کد نیاز دارد.